# Heinrich Anschütz
Johann Heinrich Immanuel Anschütz (né le 8 février 1785 à Luckau, mort le 29 décembre 1865 à Vienne) est un acteur prusso-autrichien.

## Biographie
Il est le fils du directeur de l'orphelinat de Luckau. Après le lycée à Grimma, il étudie le droit à l'université de Leipzig en 1804. En outre, il fréquente le théâtre de Bad Lauchstädt et le Théâtre national allemand (alors sous la direction de Johann Wolfgang von Goethe).
En faisant des figurations avec Ferdinand Eßlair (de), August Wilhelm Iffland, Pius Alexander Wolff, il décide d'arrêter ses études pour être acteur, très influencé par Friedrich Ludwig Schröder.
Il fait ses débuts en 1807 au théâtre de Nuremberg dans le rôle d'Adolf von Klingsberg ("Die beiden Klingsberg", August von Kotzebue). En 1810, il épouse la chanteuse Josephine Kette dont il se sépare en 1817. À Nuremberg jusqu'en 1811, il s'en va pour deux à Dantzig.
En 1814, il va au théâtre de Breslau avec lequel il est sous contrat jusqu'en 1821. Il part pour le Burgtheater de Vienne où il excelle en tant que comédien et qu'il dirigera des années après. Il épouse en 1818 sa seconde femme, l'actrice Emilie Butenop, avec qui il a quatre enfants : la comédienne Marie Emilie Auguste Koberwein (de), le dramaturge Roderich Anschütz (de), le chanteur d'opéra Alexander Anschütz et une fille, Rosa Johanna Wilhelmine. Il devient membre de la société littéraire de Vienne Ludlamshöhle (de) où il rencontre Ignaz Franz Castelli, Franz Grillparzer ou Antonio Salieri.
Lors des funérailles de Ludwig van Beethoven en 1827, Heinrich Anschütz récite le discours de Grillparzer. Pour l'anniversaire du Burgtheater en 1861, il déclame un poème de Friedrich Halm.
Heinrich Anschütz se retire de la scène le 4 juin 1865. Il meurt six mois plus tard. Sa tombe se trouve au cimetière évangélique de Matzleinsdorf.